# Акерман, Джеффри Клайв
Джеффри Клайв Акерман (англ. Geoffrey Clive Akerman, 28 сентября 1939 — 24 сентября 2013) — английский филателист, удостоенный медали Кроуфорда Королевского филателистического общества Лондона (2001) и медали за исследования Фискального общества (2009).

## Биография
Клайв Акерман получил образование в Бристольском университете, получив степень бакалавра естественных наук в 1961 году.
Он жил в Глостершире в Великобритании.

## Филателия
Акерман был членом Королевского филателистического общества Лондона и редактором «The Revenue Journal», журнала Фискального общества. Он был экспертом по фискальным маркам Аргентины, и его многотомный каталог этих марок стал исчерпывающим трудом по этой теме.
Акерман выпускал книги и писал статьи для филателистических журналов, включая «The American Revenuer», «The Revenue Journal of Great Britain», «The Mainsheet», «The London Philatelist», «Gibbons Stamp Monthly» и «The Great Britain Journal».

## Награды
В 2001 году Клайв Акерман и Гэвин Фрайер были награждены  за свой труд «Реформа Почтового управления в викторианскую эпоху и её влияние на общественно-экономическое развитие» («The Reform of the Post Office in the Victorian Era and Its Impact on Economic and Social Activity»).
Он получил множество других наград за экспонаты на филателистических выставках.
В 2009 году Акерман был удостоен медали за исследования Фискального общества (Revenue Society).

## Избранные публикации
- Index to principal plate varieties in One Penny imperforate. — Great Britain Philatelic Society, 1968.
- The plating of the half penny 1887—1900: An allocation of the printing flaws found on these issues to a series of printing plates. — London: Great Britain Philatelic Society, 1970.
- The revenue stamps of Argentina (Alnis guides). — York: Glass Slipper, 1994. ISBN 1-85829-024-4
- Collecting and displaying revenue stamps. — Hitchin: Revenue Society of Great Britain, 1995. ISBN 0-9525123-0-0.
- Judicial Stamps of Great Britain and Pre-1922 Ireland. — Hitchin: Revenue Society of Great Britain, 1997. (With Roger G.Booth) ISBN 0-9525123-1-9
- The Reform of the Post Office in the Victorian Era and Its Impact on Economic and Social Activity. — Royal Philatelic Society London, 2000. ISBN 0-900631-36-08 (With Gavin H. Fryer)
- The Presentation of Revenue Stamps: Taxes and Duties in South America. — The Revenue Society of Great Britain, 2002.
- The Revenue Stamps of Peru. — 2nd edition. — Clive Akerman, 2007. (With Herbert H. Moll)
- The Revenue Stamps of Bolivia. — 2nd edition. — Clive Akerman, 2010. (With Albert W. Hilchey)

О фискальных марках Аргентины:
- The Revenue Stamps of Argentina. — Vol. I. — 2nd edition, 2002. (The Provinces and Municipalities of Buenos Aires)
- The Revenue Stamps of Argentina. — Vol. II. — 1st edition, 1999. (The Provinces and Municipalities of Catamarca to Corrientes) ISBN 0-9525123-2-7
- The Revenue Stamps of Argentina. — Vol. III. — 1st edition, 2000. (The Provinces and Municipalities of Entre to Neuquen) ISBN 0-9525123-3-5
- The Revenue Stamps of Argentina. — Vol. IV. — 1st edition, 2002. (The Provinces and Municipalities of Salta to San Luis plus Santa Fe) ISBN 0-9525123-5-1
- The Revenue Stamps of Argentina. — Vol. V. — 1st edition, 2002. (The Provinces and Municipalities of Santa Fe part 2, Santiago del Estero & Tucuman) ISBN 0-9525123-6-X
- Revenue Stamps of the Republic of Argentina. — 1st edition. — 2003. (The national issues of Argentina)